# Ahlem Belhadj
Ahlem Belhadj (1964 – 11 tháng 3 năm 2023) là một bác sĩ tâm thần người Tunisia và nhà vận động cho quyền phụ nữ. Phục vụ tại nhiều thời điểm với tư cách là chủ tịch, chủ tịch và giám đốc của Hiệp hội Phụ nữ Dân chủ Tunisia (ATFD), các chiến dịch của Belhadj nhmđ yêu cầu một sự đối xử tốt hơn với phụ nữ ở Tunisia. Cô đã đấu tranh thành công cho quyền của phụ nữ và trẻ em để xin hộ chiếu mà không cần sự cho phép của chồng / cha của họ. Belhadj đã dẫn đầu một cuộc diễu hành của hàng ngàn phụ nữ chống lại Tổng thống Zine El Abidine Ben Ali trong cuộc Cách mạng Tunisia năm 2011. Cô là người chiến thắng năm 2012 của Giải thưởng Simone de Beauvoir và xếp thứ 18 trong danh sách các nhà tư tưởng toàn cầu năm 2012 của Foreign Policy

## Đời sống
Belhadj lớn lên ở Korba, là một trong năm anh chị em của gia đình. Cha cô là một giáo viên và thị trưởng của thị trấn trong vòng 20 năm. Là một vận động viên sắc sảo, cô đã giành được nhiều giải thưởng của trường và thi đấu cho các đội Korba và Stade Nabeulien cũng như đội tuyển quốc gia trong môn nhảy xa và 100m. Belhadj học ngành y tại Trường Y ở Tunis, nơi cô bắt đầu quan tâm đến chính trị. Cô tham gia cuộc tuần hành chính trị đầu tiên vào ngày 8 tháng 3 năm 1983 (Ngày Quốc tế Phụ nữ) và gặp người chồng tương lai Brik Zoghlami, một luật sư trong một nhóm cách mạng Marxist.
Belhadj kết hôn năm 1993 và có hai con. Chồng cô bị buộc phải làm việc ở Pháp do chế độ ban hành lệnh bắt giữ đối với anh ta, sau đó anh ta đã ngồi tù 8 tháng. Năm 2004 Belhadj trở thành chủ tịch Hiệp hội Phụ nữ Dân chủ Tunisia (ATFD). Belhadj tiếp tục hành nghề y và chuyên về tâm thần học trẻ em.
Belhadj là chủ tịch của ATFD từ năm 2011 đến 2013 và các chiến dịch vì bình đẳng giới và xã hội. Trong cuộc Cách mạng Jasmine năm 2011, bà đã lãnh đạo hàng ngàn phụ nữ chống lại Tổng thống Zine El Abidine Ben Ali, cuộc cách mạng sau đó đã dẫn đến sự sụp đổ của cuộc bầu cử dân chủ đầu tiên của Ali và Tunisia. Cô vận động cho các luật mới được đưa ra để chống lại bạo lực gia đình. Vào năm 2015, những sửa đổi mà cô đã vận động đã mang lại tự do cho phụ nữ và trẻ em để xin hộ chiếu của chính họ, trước đây họ phải có sự cho phép của chồng/cha của họ. Belhadj là giám đốc của ATFD vào năm 2014. Kể từ cuộc bầu cử, đưa các đảng Hồi giáo lên nắm quyền, Belhadj đã lo ngại về sự hồi sinh của các chính sách Hồi giáo bảo thủ. Cô cũng đã phàn nàn về sự gián đoạn các cuộc họp ATFD của các quan chức chính phủ dưới danh nghĩa bảo tồn "các giá trị đạo đức".
Được mô tả là "Nữ anh hùng Tunisia của mùa xuân Ả Rập", cô đã giành giải thưởng Simone de Beauvoir và xếp thứ 18 trong danh sách các nhà tư tưởng toàn cầu năm 2012 của Foreign Policy.